# John James Jackson
John James Jackson (Bishop Auckland, 11 aprile 1977) è un ex bobbista britannico, medaglia di bronzo olimpica nel bob a quattro a Soči 2014.
Fa parte del corpo militare dei Royal Marines Commandos.

## Biografia
Prima di dedicarsi al bob, Jackson ha praticato il calcio. Compete dal 2006 per la squadra nazionale britannica sia come frenatore che come pilota, debuttando in Coppa Europa a novembre del 2006 alla guida delle slitte e disputando la sua miglior stagione nel 2008/09, quando fu quinto in entrambe le discipline e nella combinata maschile. 
Esordì in Coppa del Mondo da frenatore, il 13 gennaio 2007 a Cortina d'Ampezzo e disputò la sua prima gara nel ruolo di pilota un anno dopo a Cesana Torinese, quinta tappa dell'annata 2007/08, dove fu ventiquattresimo nel bob a due; conquistò invece il suo primo podio il 15 dicembre 2013 a Lake Placid nella specialità a quattro, piazzandosi al secondo posto. Detiene quali migliori piazzamenti in classifica generale il quattordicesimo posto nel bob a due, il quinto nel bob a quattro e il sesto in combinata, tutti raggiunti al termine della stagione 2012/13. 

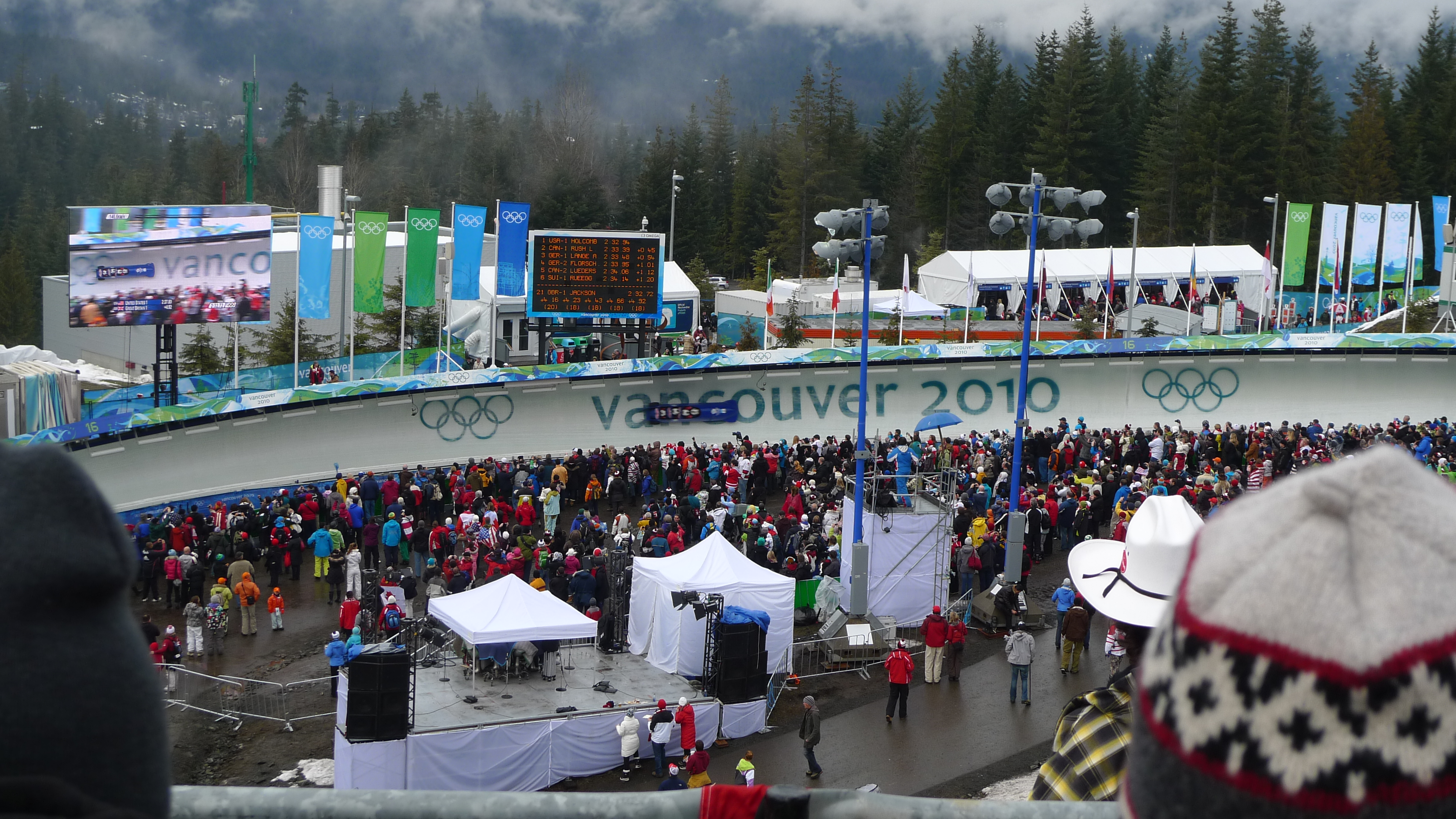
Gran Bretagna-1 pilotata da Jackson ai Giochi di

Prese parte a due edizioni dei olimpiadi: a Vancouver 2010 si classificò al diciassettesimo posto nel bob a quattro. Quattro anni dopo, a Soči 2014 vinse la medaglia di bronzo nella stessa specialità con Bruce Tasker, Stuart Benson e Joel Fearon, risultato ufficializzato soltanto a marzo del 2019 dopo la conferma delle squalifiche comminate agli equipaggi russi pilotati da Aleksandr Zubkov (che vinse l'oro) e Aleksandr Kas'janov (inizialmente classificatosi quarto) a seguito della nota vicenda doping.
Ha inoltre partecipato a sette edizioni dei campionati mondiali, totalizzando quali migliori risultati il diciannovesimo posto nel bob a due e il quinto nel bob a quattro, ottenuti a Sankt Moritz 2013, e il quarto nella gara a squadre, raggiunto in due edizioni iridate: nel 2008 e nel 2011. Nelle rassegne continentali vanta invece una medaglia d'argento vinta nel bob a quattro a Schönau am Königssee 2014.
Disputò l'ultima gara della sua carriera agonistica il 17 dicembre 2017 a Innsbruck, ultima tappa della Coppa del Mondo 2016/17 valida anche per il campionato europeo 2017, terminando la gara di bob a quattro all'undicesimo posto.

## Palmarès

### Olimpiadi
- 1 medaglia:
  - 1 bronzo (bob a quattro a Soči 2014).

### Europei
- 1 medaglia:
  - 1 argento (bob a quattro a Schönau am Königssee 2014).

### Coppa del Mondo
- Miglior piazzamento in classifica generale nel bob a due: 14º nel 2012/13;
- Miglior piazzamento in classifica generale nel bob a quattro: 5º nel 2012/13;
- Miglior piazzamento in classifica generale nella combinata: 6º nel 2012/13.
- 1 podio (nel bob a due):
  - 1 secondo posto.

### Circuiti minori

#### Coppa Europa
- Miglior piazzamento in classifica generale nel bob a due nel 5º nel 2008/09;
- Miglior piazzamento in classifica generale nella combinata maschile 5º nel 2008/09 e nel 2011/12;
- Miglior piazzamento in classifica generale nel bob a quattro: 5º nel 2008/09;
- 7 podi (1 nel bob a due, 6 nel bob a quattro):
  - 1 vittoria (nel bob a due);
  - 3 secondi posti (tutti nel bob a quattro);
  - 3 terzi posti (tutti nel bob a quattro).